# 마흐무드 하산
마흐무드 아흐메드 이브라힘 하산(이집트 아랍어: محمود حسن; Mahmoud Ahmed Ibrahim Hassan, 1994년 10월 1일 ~ )은 흔히 트레제게(Trézéguet)로 불리는 이집트의 축구 선수이다. 현재 소속 팀은 카타르 스타스 리그에 속한 알라이얀이며, 주로 미드필더로 뛴다. 그의 별명은 프랑스의 축구 선수였던 다비드 트레제게와 유사한 외모에서 유래하였다.
알아흘리의 유스 출신으로, 18세의 나이로 알아흘리에서 데뷔하여 2012년과 2013년에 CAF 챔피언스리그 우승에 기여하였다. 이후 2015년에 안데를레흐트로 이적하였고, 이후 카슴파샤로 임대 이적하여 쉬페르리그의 이집트 선수 중 단일 시즌 기준으로 가장 많은 득점을 기록하였다. 2018 시즌을 마치고 다시 파르마로 임대 이적하였다.
또한 트레제게는 이집트 U-20 국가대표팀과 이집트 U-23 국가대표팀에서 뛰었으며, 2014년에 이집트 축구 국가대표팀에 데뷔하였다. 이후 2017년 아프리카 네이션스컵에서 국제 대회에 처음으로 선발되었고, 2018년 FIFA 월드컵에도 참여하여 조별 리그 3경기에 모두 풀타임 출전하였다.

## 수상

### 클럽
알아흘리
- CAF 챔피언스리그: 2012, 2013

### 국가
이집트
- 아프리카 U-20 네이션스컵: 2013